# Magwitz
Magwitz ist ein Ortsteil der Großen Kreisstadt Oelsnitz/Vogtl. im sächsischen Vogtlandkreis. Der Ort wurde mit seinem Ortsteil Göswein am 1. Januar 1973 nach Planschwitz eingemeindet, mit dem der Ort 1. März 1994 zur Stadt Oelsnitz/Vogtl. kam.

## Geografie

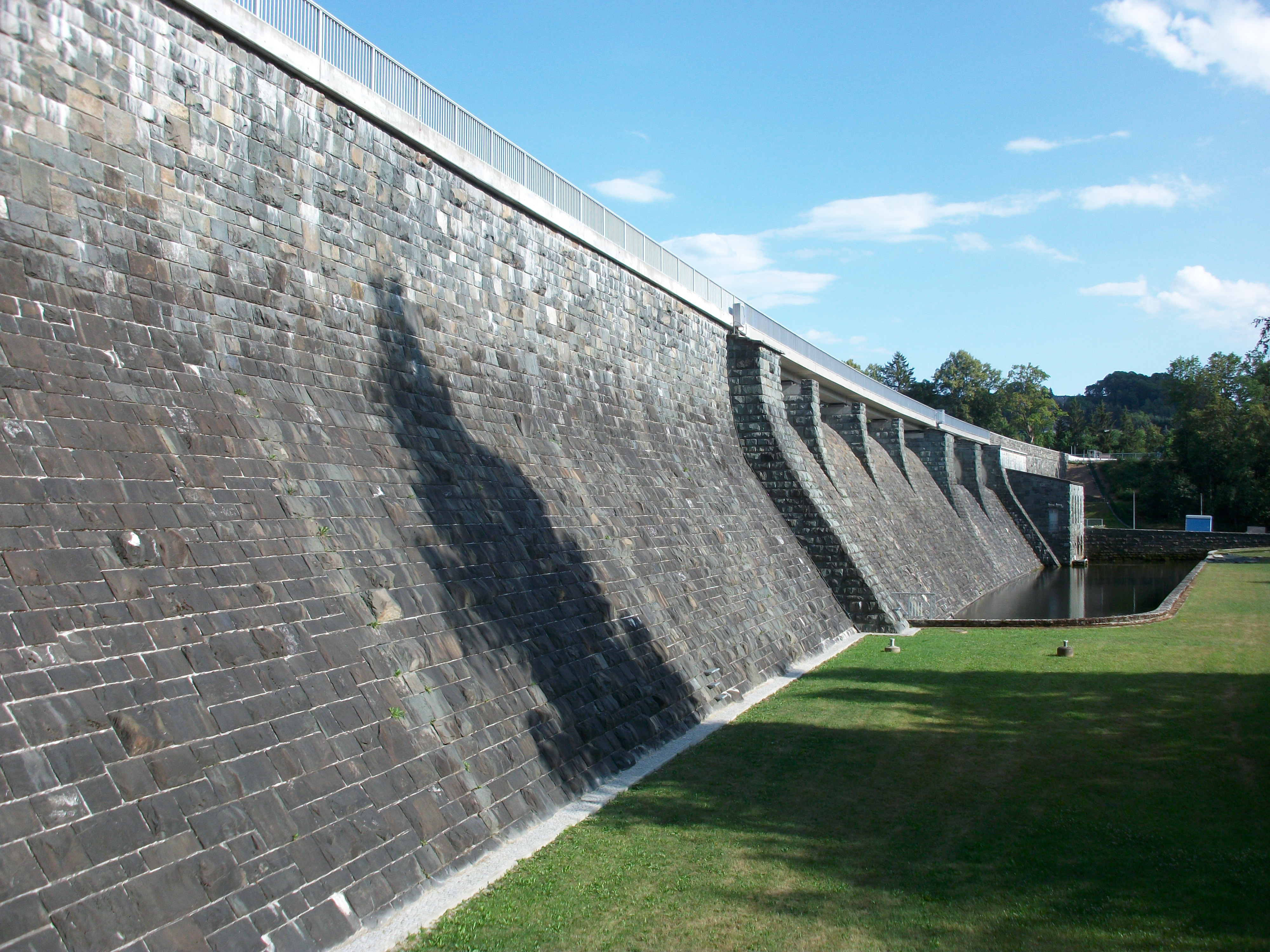
Talsperre Pirk, Staumauer bei Magwitz

### Lage und Verkehr
Magwitz liegt im Westen des Oelsnitzer Stadtgebiets südwestlich der Staumauer der durch die Weiße Elster aufgestauten Talsperre Pirk. Der Ort befindet sich im Westen des Vogtlandkreises und im sächsischen Teil des historischen Vogtlands. Geografisch liegt Magwitz im Zentrum des Naturraums Vogtland (Übergang vom Mittelvogtländischen Kuppenland zum Oberen Vogtland). Zu Magwitz gehört die Siedlung „Rosenthal“ nordöstlich von Pirk.
Nordwestlich von Magwitz treffen sich die Bundesautobahn 72 und die Bundesstraße 173 in der Anschlussstelle „Pirk“. Direkt nördlich von Magwitz verläuft die Bahnstrecke Plauen–Cheb ohne Halt. Sie ist gleichzeitig die Flurgrenze zu Göswein.
Der Ort ist mit der vertakteten RufBus-Linie 53 des Verkehrsverbunds Vogtland an Oelsnitz, Pirk und Gutenfürst angebunden. In Oelsnitz besteht unter anderem Anschluss nach Schöneck und Adorf.

### Nachbarorte
|                 | Göswein                                     |             |
| Pirk mit Türbel | Kompassrose, die auf Nachbargemeinden zeigt | Planschwitz |
|                 | Bösenbrunn                                  | Schönbrunn  |

## Geschichte

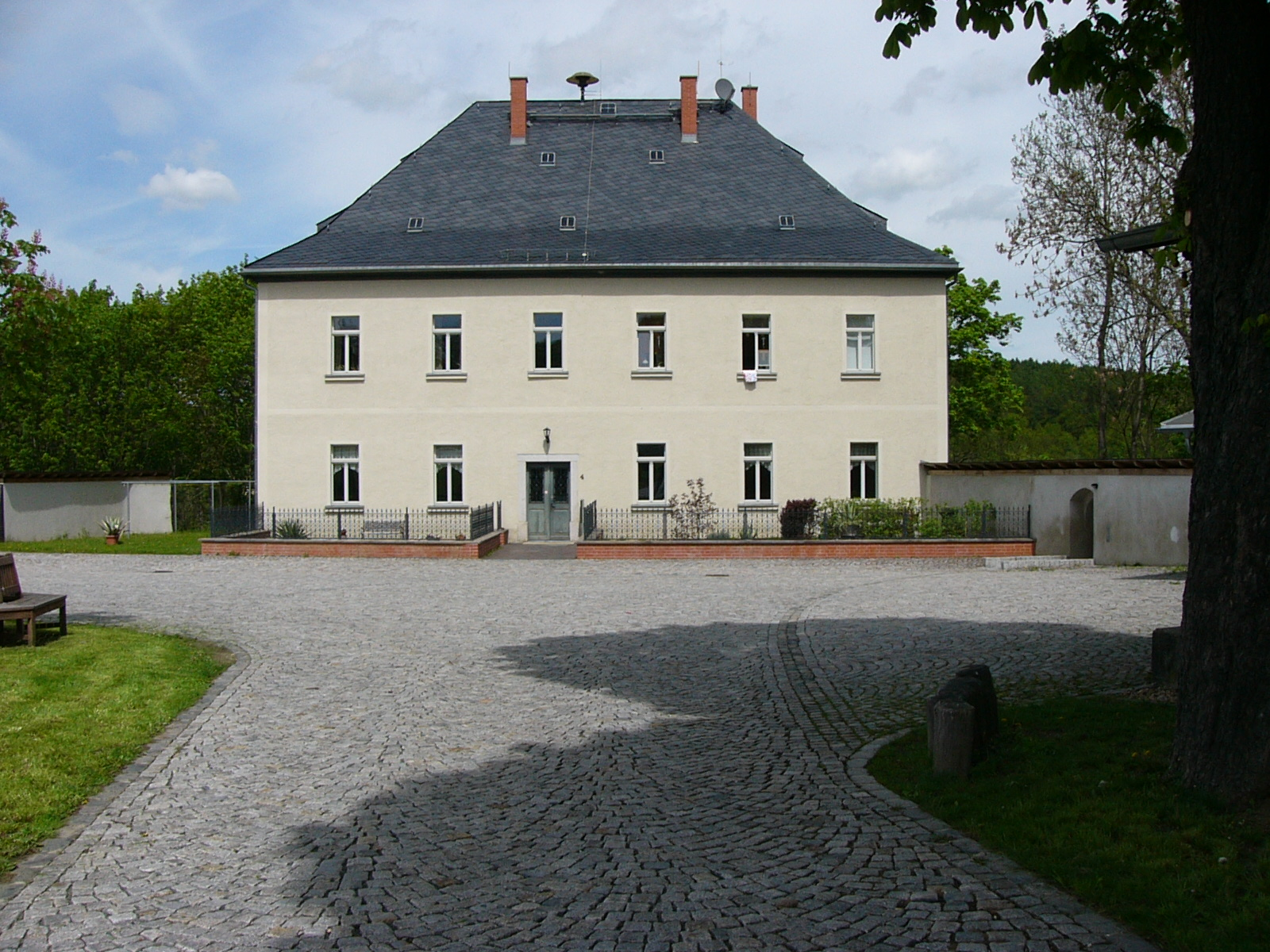
Rittergut Magwitz

Das Platzdorf Magwitz wurde erstmals im Jahr 1236 unter Nennung eines Herrensitzes und des Adligen „Cunradus de Machwiz“ erwähnt. Das Rittergut Magwitz übte auch bis ins 19. Jahrhundert die Grundherrschaft über den Ort aus. Kirchlich gehört Magwitz seit jeher zur Kirchgemeinde Planschwitz. Magwitz war 1660–1661 von Hexenverfolgung betroffen. Kunigunde Vogel geriet in einen Hexenprozess und wurde mit Landesverweis bestraft. Magwitz gehörte bis 1856 zum kursächsischen bzw. königlich-sächsischen Amt Voigtsberg. 1856 wurde der Ort dem Gerichtsamt Oelsnitz und 1875 der Amtshauptmannschaft Oelsnitz angegliedert. Zwischen 1935 und 1938 entstand nordöstlich des Orts die Talsperre Pirk. Im Jahr 1937 erfolgte der Verkauf der Nutzflächen des Ritterguts Magwitz an den Weißelsterverband, der einen Teil davon für die Anlage der Talsperre Pirk verwendete. Nach der Enteignung im Zuge der Bodenreform in der Sowjetischen Besatzungszone ab 1945 wurde das Gut zwischen 1952 und 1990 durch die LPG genutzt.
Durch die zweite Kreisreform in der DDR kam die Gemeinde Magwitz mit ihrem Ortsteil Göswein im Jahr 1952 zum Kreis Oelsnitz im Bezirk Chemnitz (1953 in Bezirk Karl-Marx-Stadt umbenannt). Am 1. Januar 1973 erfolgte die Eingemeindung nach Planschwitz. Seit 1990 gehörte Magwitz als Ortsteil der Gemeinde Planschwitz zum sächsischen Landkreis Oelsnitz, der 1996 im Vogtlandkreis aufging. Mit der Eingemeindung von Planschwitz nach Oelsnitz wurde Magwitz am 1. Januar 1994 ein Ortsteil der Stadt Oelsnitz/Vogtl.

## Entwicklung der Einwohnerzahl
| Jahr | Einwohnerzahl                       |
| ---- | ----------------------------------- |
| 1542 | 10 besessene Mann                   |
| 1764 | 8 besessene Mann, 1 Häusler, 1 Hufe |
| 1834 | 129                                 |
| 1871 | 133                                 |

| Jahr | Einwohnerzahl |
| ---- | ------------- |
| 1890 | 171           |
| 1910 | 222           |
| 1925 | 198           |
| 1939 | 184           |

| Jahr | Einwohnerzahl |
| ---- | ------------- |
| 1946 | 239           |
| 1950 | 224           |
| 1964 | 181           |